# Željko Kopanja
Željko Kopanja   (Жељко Копања), sinh năm 1954 tại Kotor Varoš, Bosna và Hercegovina, là nhà báo người Serb ở Bosna và Hercegovina. Ông là giám đốc tờ báo Nezavisne novine, một trong các tờ báo chính xuất bản ở thành phố Banja Luka, thủ đô của Cộng hòa Srpska, ở Bosna và Hercegovina.

## Sự nghiệp
Željko Kopanja tốt nghiệp khoa kinh tế học ở Đại học Banja Luka. Ông bắt đầu sự nghiệp báo chí trước thời chiến tranh Bosna và Hercegovina khi làm phóng viên cho báo Glas. Trong thời "Chiến tranh Bosna và Hercegovina"  ông viết cho tuần báo Telegraf  của Belgrade. 
Ông nổi tiếng về các bài báo mô tả chi tiết các tội ác chiến tranh của lực lượng Cộng hòa Srpska, do đó ông đã bị nhiều đe dọa giết chết. 
Tháng 12 năm 1995, Željko Kopanja lập ra tờ báo Nezavisne novine, xuất bản ở Banja Luka. Thủ tướng Milorad Dodik hiện nay của Cộng hòa Srpska đã ủng hộ ông, và đã tài trợ cho việc xuất bản báo này.
Ngày 22 tháng 10 năm 1999, Željko Kopanja đã bị thương trầm trọng trong vụ mưu sát bằng bom đặt trong xe của ông. Khi ông mở cửa xe thì bom nổ, khiến ông bị mất cả hai chân. Không tìm ra các thủ phạm, nhưng cuộc điều tra của cơ quan FBI ủng hộ lời cáo buộc của Kopanja cho rằng Lực lượng an ninh Serb chủ mưu trong vụ này. Kopanja vẫn tiếp tục viết cho báo NezavisneNovine.

## Giải thưởng
- Ông được trao Giải Tự do Báo chí Quốc tế năm 2000.